# Wendy Duivenvoorde
Wendy Duivenvoorde (Leiden, 13 september 1972) is een Nederlands radiopresentatrice,  stemacteur en voice-over.
Haar grootste bekendheid verwierf ze vanaf 2001 als filelezer voor de ANWB op de verschillende radiozenders zoals Radio 1 en Radio 2, 3FM, Sky Radio, Radio 10, Arrow Classic Rock, Omroep Brabant, Omroep Gelderland, RTV Oost, RTV West, RTV-NH.
Van 2006 tot 2008 was Wendy een van de dj's van 100%NL. Daarna vervolgde ze korte tijd haar loopbaan als nieuwslezer bij Novum Nieuws.
Vanaf oktober 2010 was ze te horen als co-host in het programma Onderweg van Bob van Beeten bij Radio Nederland Wereldomroep. Toen dat programma verdween stapte Wendy over naar de Verkeersinformatie Dienst (VID) om daar tot 2012 als filelezer aan de slag te gaan.
In 2014 is Wendy kort co-host geweest in het programma Spitstijd van RTV-NH. Daarna nog actief als dj voor Jouw FM en als sidekick van Jos van Heerden bij KX Radio.
Vandaag de dag is Wendy te horen als nieuwslezer bij WNC (World News Company) en als voice-over in commercials, bedrijfsfilms, animaties, telefoonsystemen en als TomTom-stem.